# Víctor Estrada Garibay
Víctor Estrada Garibay   (Matamoros, 28 d'octubre de 1971) és un taekwondista mexicà, ja retirat, guanyador d'una medalla olímpica.
El 2000 va prendre part en els Jocs Olímpics d'Estiu de Sydney, on guanyà la medalla de bronze en la prova del pes mitjà del programa de taekwondo.
En el seu palmarès també destaca una medalla de plata en el Campionat del Món de taekwondo de 1993, així com quatre medalles en els Jocs Panamericansa, d'or el 1995, 1999 i 2003 i de bronze el 1991, així com dues medalles d'or i dues de bronze en els Jocs Centreamericans i del Carib, entre el 1993 i el 2006.
Un cop retirat va exercir de comentarista per a l'empresa Televisa, tant en Jocs Panamericans com en Jocs Olímpics. També fou presentador en programes como Acción, La Jugada, i en els Premis Televisa Deportes; a banda de fer aparicions esporàdiques en emissions com Es de noche y ya llegue i Desmadrugados.
Posteriorment entrà en el món de la política, on fou president municipal de Cuautitlán Izcalli entre el 2016 i el 2018, càrrec que ocupà com a membre del partit Nova Aliança (PANAL).